# Біденко Анатолій Дмитрович
Анатолій Дмитрович Біденко (* 9 травня 1955, Миргород, Полтавська область) — український футбольний функціонер. Віце-президент Федерації футболу України. Заслужений працівник фізичної культури і спорту України (2004). Нагороджений орденом «За заслуги» ІІІ ступеня.
У 1976 році закінчив Київський державний інститут фізичної культури за фахом «тренер-викладач з футболу». У 1985 році закінчив Київський державний університет ім. Т. Г. Шевченка за фахом «правознавство».
У 1979—1990 роках працював у відділі фізичної культури і спорту Української республіканської ради профспілок.
З 1991 - 2012 роки обіймав посаду віце-президента Федерації футболу України. З 2002 року очолює Комітет професіонального футболу. Член Комітету з атестування футбольних клубів. Член Виконкому та Президії ФФУ.
Одружений, має двох синів та доньку.